# Малков, Николай Иванович
Николай Иванович Малков (24 марта 1923 — 5 сентября 2001) — передовик советского сельского хозяйства, бригадир колхоза «К новым победам» Шегарского района Томской области, Герой Социалистического Труда (1966).

## Биография
Родился в 1923 году в русской крестьянской семье в деревне Малый Баткат (ныне не существующей), Бабарыкинская волость, Томского уезда Томской губернии РСФСР (ныне на территории современного Баткатского сельского поселения Шегарского района Томской области).
Завершил обучение в четвёртом классе школы. Трудоустроился в местный колхоз. Работал учётчиком, рабочим молотилки. Прошёл обучение в школе механизации в селе Уртам.
В годы Великой Отечественной войны трудился в Баткатской машинно-тракторной станции. Работал комбайнёром, учётчиком, заведующим мастерской.
В 1950 году МТС была упразднена. Малков стал трудиться в колхозе «К новым победам» бригадиром тракторной бригады. В этом колхозе проработал больше 30 лет. Его бригада демонстрировала отличные показатели в работе, считалось передовой во всём районе.
Указом Президиума Верховного Совета СССР от 23 июня 1966 года за достижение высоких показателей в производстве продукции сельского хозяйства Николаю Ивановичу Малкову было присвоено звание Героя Социалистического Труда с вручением ордена Ленина и медали «Серп и Молот».
Член КПСС. Член Томского областного и Шегарского районного комитетов КПСС.
После ухода на заслуженный отдых проживал в городе Томске.
Умер 5 сентября 2001 года. Похоронен на кладбище Бактин.

## Награды
За трудовые успехи был удостоен:
- золотая звезда «Серп и Молот» (23.06.1966)
- орден Ленина (23.06.1966)
- Орден Трудового Красного Знамени (16.05.1951)
- две медали За трудовую доблесть (28.06.1949, 19.05.1952)
- другие медали.